# 카와시마 아이
카와시마 아이(일본어: 川嶋 あい, かわしま あい, 1986년 2월 21일 ~ )는 일본의 여성 싱어송라이터이다. 가수를 꿈꾸며 2002년부터 시작한 길거리 라이브 공연이 2005년 8월 1000회에 달하여 길거리의천사(路上の天使)라고 불렸다. 2003년에 아이위시(I WiSH)의 보컬로 데뷔했다. 데뷔곡 내일로의문(明日への扉)은 히트했다. 솔로 대표곡은「見えない翼」「My Love」등이 있다. 그룹 아이위시(I WiSH)는 솔로 활동에 전념하기 위해 2005년에 해체했다.

## 음반 목록

### 싱글
1. 天使たちのメロディ- 旅立ちの朝
2. 12個の季節～4度目の春～
3. 525ページ
4. マ-メイド
5. 「さよなら」「ありがとう」　～たったひとつの場所～
6. 絶望と希望
7. 「・・・ありがとう．．．」
8. Dear／旅立ちの日に...
9. 見えない翼
10. 大切な約束／もう一つの約束
11. My Love
12. Compass
13. 君に･････
14. 幸せですか/スーツケース
15. ドアクロール
16. カケラ
17. 大丈夫だよ

### 정규 음반
1. 12個の歌
2. サンキュー！
3. 足跡
4. Simple Treasure
5. 24/24
6. One Song
7. Shutter

### 베스트 음반
1. Single Best (2008년 6월 4일)
2. Coupling Best (2008년 6월 4일)

### 미니 음반
1. この場所から…
2. はばたける日まで
3. 步みつづけるために
4. 雪に笑く花のように…
5. 明日を信じて···
6. 歌いつづけるから…

### 그 외 음반
1. 노상집1호
2. 노상집2호 Piano song
3. 노상집3호 Café & Musique